# Zdrizasta postrančica
Zdrizasta postrančica (znanstveno ime Crepidotus mollis) je gliva iz rodu postrančic (Crepidotus).

## Značilnosti
Klobuki so najprej zelo bledi in ledvičaste oblike. Premer je od 1,5 do 5 cm. S staranjem postanejo oker rjavi. V zgornjem delu mesa ima želatinasto elastično plast, ki se lahko odstrani. Proti robu klobuka so včasih opazne rahle proge.
Lističi so bledo rjavi in se pahljačasto razprostirajo od mesta pritrditve. So mehki in želatinasti. Ko trosi dozorijo in postanejo lističi rjasto rjavi.
Beta ni, klobuk je bočno pritrjen na podlago. Od mesta pritrditve se širijo lističi.
Meso klobuka je belo, zelo vodeno in se zlahka zlomi. Brez posebnega vonja in okusa.

## Razširjenost in življenjski prostor
Je gniloživka in raste od poleti in jeseni na odmrlih štorih, deblih in vejah listavcev.

## Mikroskopske značilnosti
Trosni odtis je rjav. Trosi so elipsoidni, gladki in merijo 7–9 × 5–7 µm.

## Podobne vrste
- luskata postrančica (Crepidotus celolepis) ima luskasto površino klobučkov
- bukov ostrigar (Pleurotus ostreatus) je bistveno večji in ima bel trosni prah
- trpki zgručevec (Panellus stipticus) ima bel trosni prah, povhrnjica klobuka ni lupljiva

## Uporabnost
Neužitna.

## Galerija slik
- Ilustracija
- Klobuki
- Lističi
- Trosi
- Bazidiji